# Cultura del cimitero H

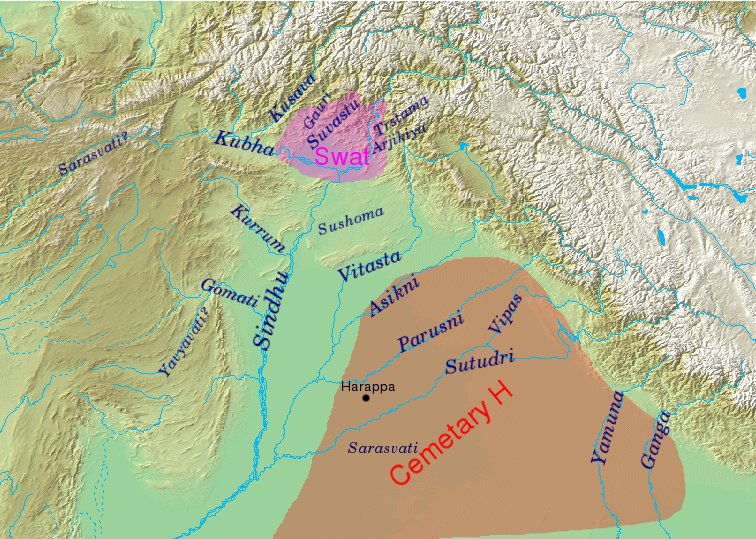
Estensione delle culture dello Swat e del cimitero H.

La cultura del cimitero H si sviluppò nella parte settentrionale della civiltà della valle dell'Indo nel 1700 a.C., intorno alla porzione occidentale del Punjab. Prende il nome da un cimitero rinvenuto nell'area H di Harappa.
Resti di questa cultura sono stati datati fra il 1900 e il 1300 a.C.. Assieme alla cultura dello Swat e alla cultura della ceramica colorata in ocra viene vista da alcuni studiosi come il nucleo della civiltà vedica.
La cremazione in India è attestata per la prima volta nei contesti di questa cultura. I Rig Veda contengono riferimenti a questa pratica, nel passo RV 10.15.14 gli antenati "sia cremati (agnidagdhá-) che non cremati (ánagnidagdha-)" vengono invocati.
Fra le principali caratteristiche di questa cultura vi sono:
- la cremazione dei resti umani. Le ossa venivano successivamente poste in urne cinerarie dipinte. Questa usanza è completamente differente da quella della civiltà della valle dell'Indo dove i corpi venivano inumati in bare di legno;
- ceramica rossastra dipinta di nero con raffigurazioni di antilopi, pavoni e motivi solari e stellari;
- espansione degli insediamenti verso est;
- coltivazione intensiva del riso;
- apparente interruzione dei traffici commerciali della civiltà della valle dell'Indo;
- uso continuato dei mattoni in fango per le costruzioni.